# Paul Walker (Politikwissenschaftler)

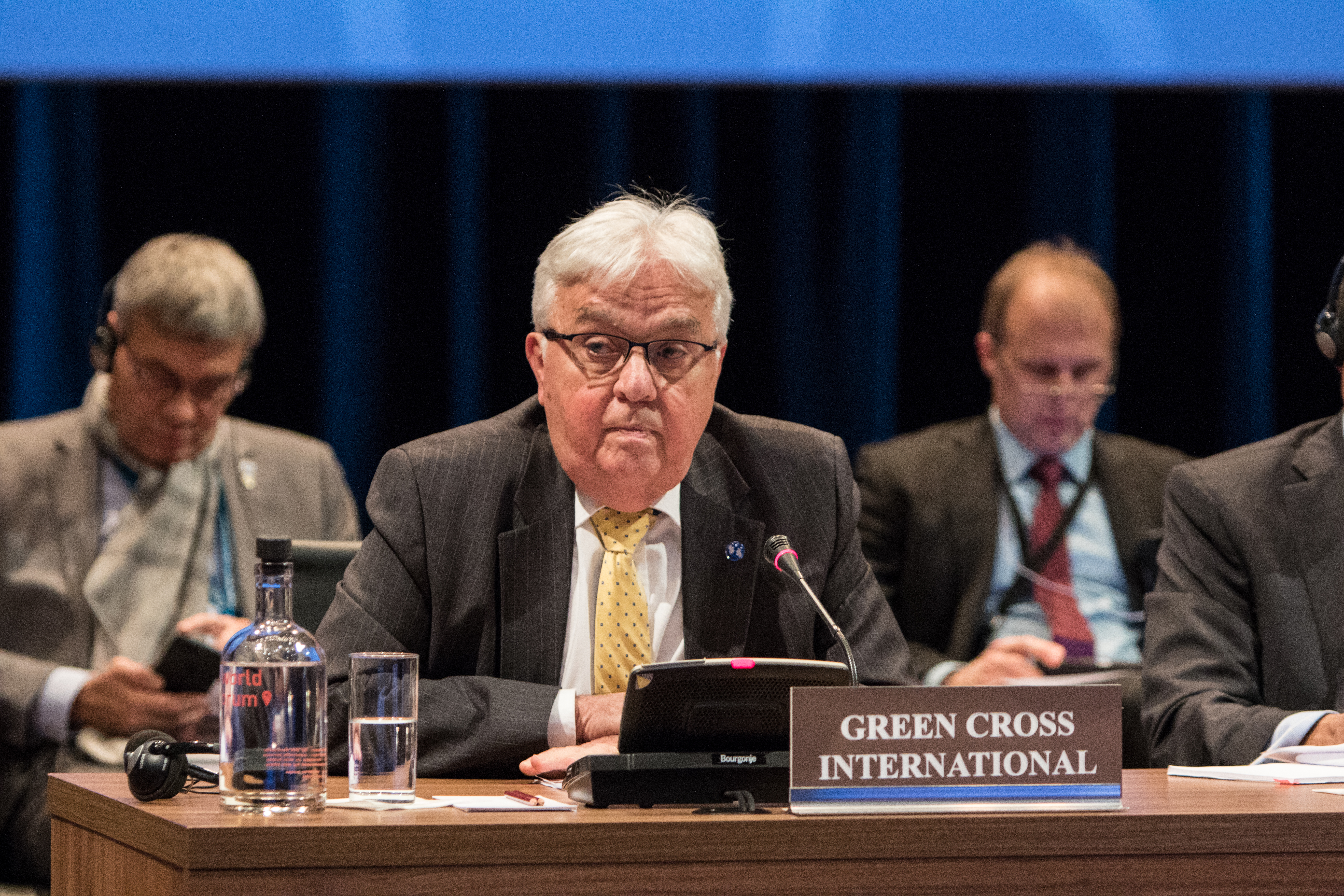
Paul F. Walker

Paul F. Walker (* 28. April 1946) ist ein US-amerikanischer Politikwissenschaftler und Aktivist gegen Chemiewaffen. Für seine Arbeit wurde er 2013 mit dem Right Livelihood Award ausgezeichnet.

## Werdegang
Nach seinem Einsatz im Vietnamkrieg bis 1971 studierte Walker Politikwissenschaft und internationale Beziehungen und absolvierte ein Praktikum bei der amerikanischen Abrüstungsbehörde ACDA (Arms Control and Disarmament Agency). Er veröffentlichte seit den siebziger Jahren mehrere Bücher zur Kriegsprävention und Abrüstung. Er wurde Mitglied der Union of Concerned Scientists und setzte sich dort insbesondere für atomare Abrüstung und Atomwaffenkontrolle ein. Von 1986 bis 1993 war er Vizedirektor des Institute for Peace and International Security in Cambridge (Massachusetts). Anschließend arbeitete er als Abrüstungsinspektor und organisierte finanzielle und technische Hilfe bei der Zerstörung von Chemiewaffenbeständen der ehemaligen Sowjetunion.
1995 wurde er Direktor bei Global Green USA, der US-amerikanischen Untergliederung des 1993 von Michail Gorbatschow gegründeten Internationalen Grünen Kreuzes. Dort setzt er sich für die weltweite Umsetzung der Chemiewaffenkonvention der Vereinten Nationen ein.

## Right Livelihood Award
Laut Right Livelihood Award Foundation hat Paul F. Walker durch seine Arbeit nachweislich an der sicheren Zerstörung von mehr als 55.000 Tonnen chemischer Waffen aus sechs verschiedenen nationalen Arsenalen mitgewirkt und mehr als eine Milliarde US-Dollar für Programme zur Kontrolle, Abrüstung, Gefahrenabwehr und Nichtverbreitung solcher Waffen mitbeschafft. Er hat bei Regierungen, Nichtregierungsorganisationen, Denkfabriken und Bürgerinitiativen weltweit für die volle Umsetzung der Chemiewaffenkonvention und für eine chemiewaffenfreie Welt gekämpft. Hierfür wurde ihm am 2. Dezember 2013 in Stockholm der Right Livelihood Award verliehen.